# Pseudomicippe maldivensis
Pseudomicippe maldivensis is een krabbensoort uit de familie van de Majidae. De wetenschappelijke naam van de soort is voor het eerst geldig gepubliceerd in 1986 door Griffin & Tranter.